# Sami Eleraky
Sami Eissa Eleraky más conocido como Sami Eleraky (30 de mayo de 1993, Aalborg, Dinamarca) es un jugador de baloncesto danés de origen egipcio, que juega en la posición de pívot  y actualmente juega en el Damex Udea Algeciras de la Liga LEB Plata.

## Trayectoria deportiva
Es un pívot danés de origen egipcio formado en Estados Unidos, donde compitió de 2012 a 2014 en los Pacific Tigers de Stockton (California, Estados Unidos) y de 2015 a 2017 en la División del Pacífico. Durante la última temporada universitaria disputó 189 minutos repartidos en 21 encuentros, en los que promedió 1,7 puntos y 2,2 rebotes por encuentro.
En agosto de 2017 llega a España tras ser contratado por el Iberostar Tenerife junto a su compatriota danés Mads Bonde Sturup y el club canario lo cedería al Real Club Náutico de Tenerife de Baloncesto del Grupo B Liga EBA durante dos temporadas. Especialmente destacaron sus estadísticas en la temporada 2018-2019, en la que promedió 15,3 puntos de valoración en 29 partidos disputados, con casi 28 minutos de juego; 12,1 puntos; 8,7 rebotes y 62,7% de acierto en tiros de dos.
En verano 2019 abandona el conjunto tinerfeño sin haber debutado con el primer equipo en Liga Endesa y se marcha al JAFEP Fundación Globalcaja La Roda para jugar en Liga LEB Plata. Pero apenas un mes después, en septiembre de 2019 se marcha a Egipto para jugar en las filas del Al Zamalek, donde jugaría durante la primera vuelta de la temporada.
En enero de 2020 regresa a España para jugar en el Real Canoe de la LEB Oro.
El 2 de septiembre de 2021, firma con el Grupo Alega Cantabria de la Liga LEB Plata.
El 19 de septiembre de 2021, rescinde su contrato con el Grupo Alega Cantabria de la Liga LEB Plata, por voluntad unilateral del jugador.
El 14 de diciembre de 2023, firma por el Damex Udea Algeciras de la Liga LEB Plata.

## Internacional
Es internacional con la Selección de baloncesto de Dinamarca en categorías de formación y desde 2015 en la absoluta.